# Michel Bourdoncle
 (août 2019).
Si vous disposez d'ouvrages ou d'articles de référence ou si vous connaissez des sites web de qualité traitant du thème abordé ici, merci de compléter l'article en donnant les références utiles à sa vérifiabilité et en les liant à la section « Notes et références ».
Michel Bourdoncle, né le 18 octobre 1960 à Marseille, est un pianiste et pédagogue français.

## Biographie[1]
Après avoir étudié au conservatoire Darius Milhaud d'Aix-en-Provence avec Jacqueline Courtin et Bernard Flavigny, il entre au Conservatoire national supérieur de musique et de danse de Paris à l'âge de 14 ans, dans les classes de Geneviève Joy, Jean Hubeau, Christian Ivaldi et Dominique Merlet.
En France, il travaille également avec Carlos Roqué Alsina, Alberto Neuman, Evgeny Malinin.
En 1984, il remporte le Grand prix du concours international de piano Acanthes présidé par Iannis Xenakis.
En 1986, une bourse d'études lui permet d’aller étudier au conservatoire Tchaïkovski de Moscou où il bénéficie des conseils d'Henriette Mirvis, Samvil Alumian, Mikhail Vosskressensky et Lev Naoumov.
La même année, il est Lauréat du 1er Concours Franz Liszt à Utrecht.
Michel Bourdoncle mène une active carrière de concertiste qui le conduit régulièrement sur les plus grandes scènes du monde : Carnegie Hall de New York, Sala de São Paulo, Teatro Municipal de Rio de Janeiro, Grande salle du Conservatoire Tchaïkovski de Moscou, palais Anitchkov de Saint-Pétersbourg, Philharmonie de Kazan, Sala Verdi à Milan, Weinbrenner Saal à Baden-Baden, Théâtre Royal de Madrid, Salle Gaveau et Théâtre du Châtelet à Paris, Théâtre Toursky de Marseille, Corum de Montpellier, Salle Paderewsky à Lausanne, Grande salle du conservatoire de Bruxelles, Festival de Ljubljana, Philharmonie d'Odessa, Philharmonie de Chișinău, Radio de Bucarest, Philharmonies de Cluj-Napoca, Iași, Timișoara, Craiova et Bacău, Smetana Hall de Prague, Suntory Hall de Tokyo, Poly Théâtre de Pékin, Grand Théâtre de Shanghai, Mahidol University de Bangkok, Grand Théâtre de Hanoï...
Michel Bourdoncle a joué avec Geneviève Joy, Luba Timofeveyeva, Sa Chen, Alexandra Lescure, Cristina Anghelescu, Marianne Piketty, Cécile Perrin, Erick Friedman, Florin Ionescu-Galati, Pierre Hommage, Francis Duroy, Yves Desmons, Olivier Charlier, Mark Peskanov, Claudio Cruz, Yuri Bashmet et les solistes de Moscou, Kirill Rodin, Stephen Kates, Dominique de Williencourt, Frédéric Lagarde, Dominique Vidal, Philippe Cuper, Giampiero Sobrino, Jean-Marc Boissière, Amaury Wallez, Dang Thai Son, Konstantin Lifschitz, Jacques Rouvier, Georges Pludermacher. Il a joué également avec les quatuors suivants : Via Nova, Manfred, Élysée, Johannes, Transilvanien, Camerata de Varsovie, Archimède, Amazonien, Debussy...
Il est le dédicataire d'œuvres de compositeurs tels que Carlos Roqué Alsina, Nicolas Bacri, Tristan-Patrice Challulau ... Il enregistre chez : Doron Music, Ems Master Sound, Naxos Marco Polo, 3D Classics.
Accompagnateur au Conservatoire national supérieur de musique de Paris de 1981 à 1991, Michel Bourdoncle a enseigné le piano au Conservatoire national supérieur de musique de Lyon et la musique de chambre au conservatoire à rayonnement régional de Marseille
Depuis 1987, il est professeur de piano au conservatoire Darius Milhaud à Aix-en-Provence.
Il a donné des master classes dans de nombreux pays et a participé à des émissions radiophoniques et télévisées.
Il est fondateur et directeur artistique du Festival, de l'Académie et du Concours international des Nuits pianistiques.